# Aphis artemisivora
Aphis artemisivora är en insektsart. Aphis artemisivora ingår i släktet Aphis och familjen långrörsbladlöss. Inga underarter finns listade i Catalogue of Life.